# Городище (Логойський район)
Городище — (біл. вёска Гарадзішча), село (веска) в складі Логойського району розташоване в Мінській області Білорусі, підпорядковане Октябрській сільській раді.
Село Городище розташоване в центральних районах Білорусі, у північній частині Мінської області орієнтовне розташування [Архівовано 17 травня 2020 у Wayback Machine.].